# Crinum abyssinicum
Crinum abyssinicum är en amaryllisväxtart som beskrevs av Ferdinand von Hochstetter och Achille Richard. Crinum abyssinicum ingår i släktet Crinum, och familjen amaryllisväxter. Inga underarter finns listade i Catalogue of Life.